# Markvartice (district de Jičín)
Pour les articles homonymes, voir Markvartice.
Markvartice (en allemand : Markwartitz) est une commune du district de Jičín, dans la région de Hradec Králové, en République tchèque. Sa population s'élevait à 503 habitants en 2022.

## Géographie
Markvartice se trouve à 12 km à l'ouest de Jičín, à 21 km à l'est de Mladá Boleslav et à 67 km au nord-est de Prague.
La commune est limitée par Sobotka et Samšina au nord, par Ohařice, Střevač et Bystřice à l'est, par Sedliště et Zelenecká Lhota au sud, et par Dolní Bousov à l'ouest.

## Histoire
La première mention écrite de la localité date de 1188.

## Administration
La commune se compose de neuf sections :
- Hřmenín
- Leština
- Markvartice
- Mrkvojedy
- Netolice
- Příchvoj
- Rakov
- Skuřina
- Spařence

## Galerie

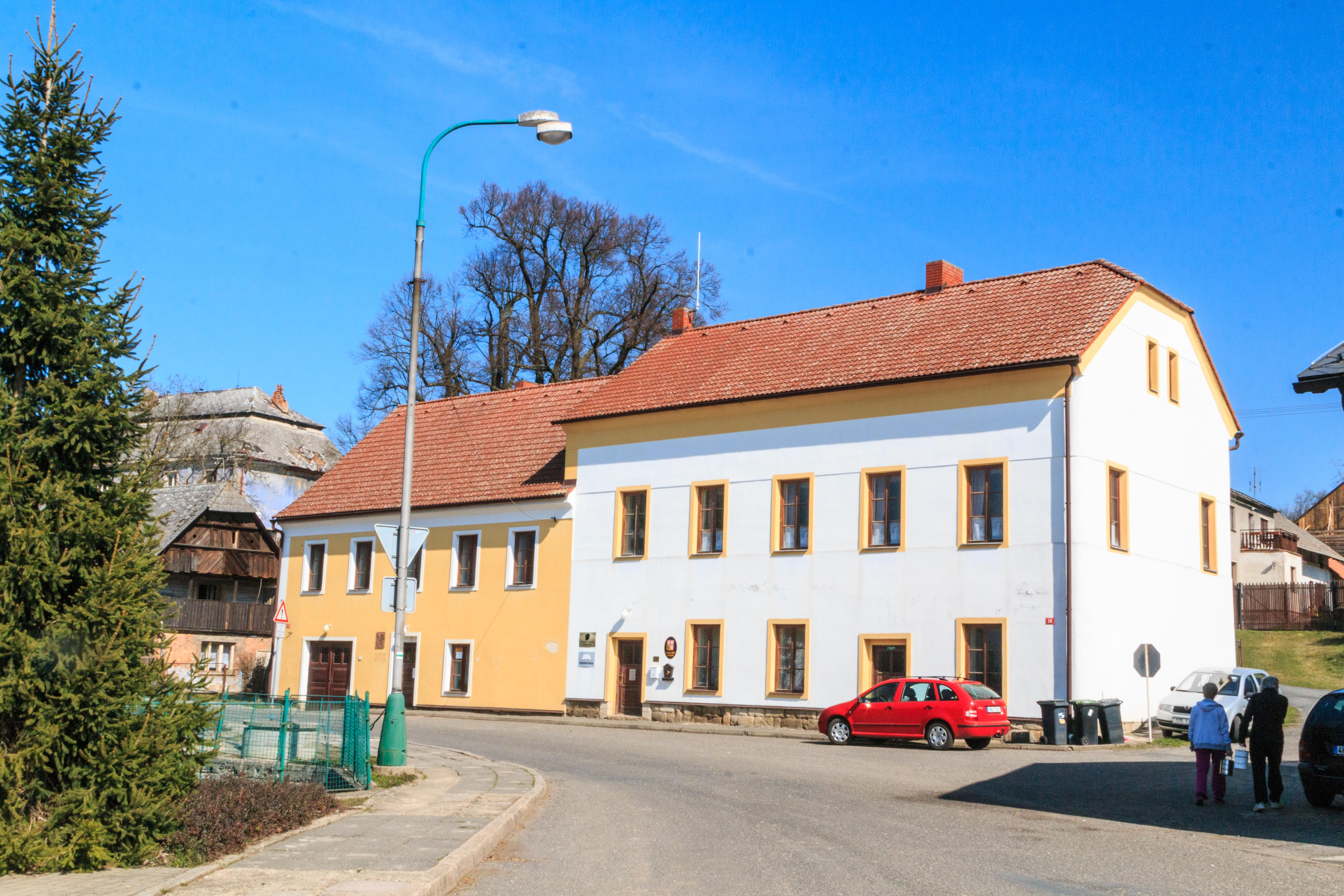
Markvartice : la mairie.
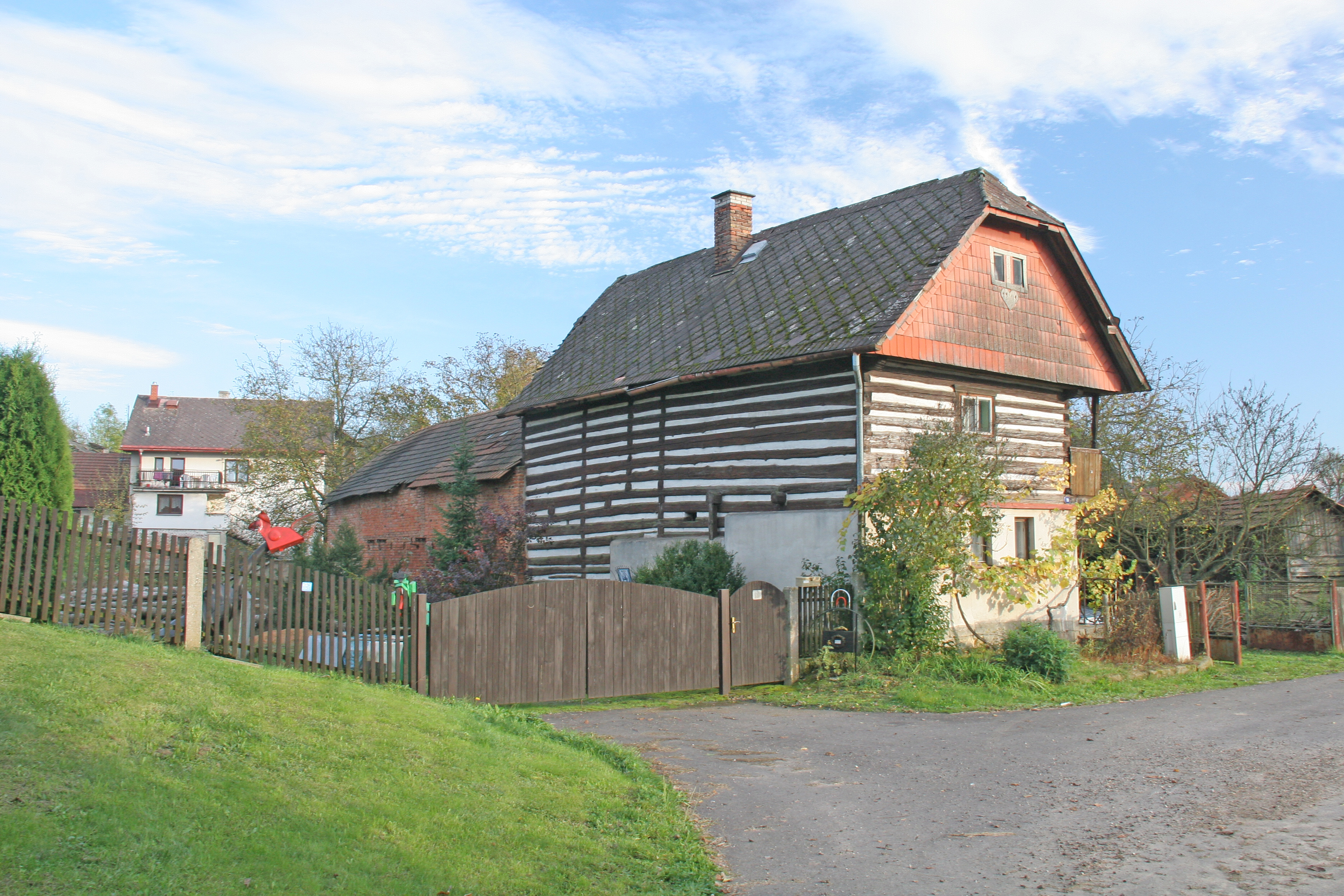
Maison à Příchvoj.

## Transports
Par la route, Markvartice se trouve à 13,5 km de Jičín, à 28 km de Mladá Boleslav et à 84 km de Prague.